# Kastkapel Steenweg Asse 200

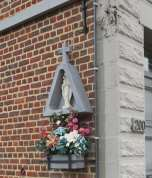
Kastkapel Steenweg Asse 200. Foto: Anne-Mie Havermans.

De Kastkapel Steenweg Asse 200 is een kastkapel, meer bepaald een  Mariakapel gelegen in Herfelingen, een deelgemeente van Pajottegem.

## Architectuur
De kastkapel bevindt zich aan de zijgevel van de woning gelegen aan de Steenweg Asse ter hoogte van nummer 200. De grijze kapel is driehoekvormig en bekroond met een kruis. In de nis bevindt er zich een wit beeld van O.L. Vrouw met kind. Onderaan op een houten schap wordt het geheel opgefleurd met bloemen.
De kapel ligt op de route van de Heilige Drievuldigheidsprocessie, ook wel de paardenprocessie van Kester genoemd. 
Een lijst van gevelniskapellen die eveneens op deze ommegang liggen kan worden teruggevonden op Lijst van gevelniskapelletjes in Herne en Lijst van gevelniskapelletjes in Gooik.